# Св. св. Константин и Елена (Филипеи)
„Св. св. Константин и Елена“ (на гръцки: Αγιων Κωνσταντινου και Ελενης) е възрожденска православна църква в гревенското село Филипеи (Филипища), Егейска Македония, Гърция, част от Гревенската епархия.
Църквата е построена в 1886 година и е единственият храм на селото. Църквата има ценен резбован иконостас и ценни стари икони.